# Nesogryllacris
Nesogryllacris is een geslacht van rechtvleugeligen uit de familie Gryllacrididae. De wetenschappelijke naam van dit geslacht is voor het eerst geldig gepubliceerd in 1937 door Karny.

## Soorten
Het geslacht Nesogryllacris  is monotypisch en omvat slechts de volgende soort:
- Nesogryllacris wetterana (Karny, 1931)